# 星槎大学
星槎大学（せいさだいがく、英語: Seisa University）は、神奈川県足柄下郡箱根町仙石原817番地255に本部を置く日本の私立大学。1985年創立、2004年大学設置。
共生科学部と教育学研究科（修士課程・博士後期課程）・教育実践研究科（専門職学位課程）の2つの大学院を有する。

## 概要
主に社会人を対象とした通信制の大学であり、学校法人国際学園が2004年に設立した。「人を認める・人を排除しない・仲間を作る」という星槎グループの三つの約束を掲げ、共生社会の実現に資する人材の育成に力を入れている。
芦別キャンパスの校舎は1954年（昭和29年）築の煉瓦造りで、旧・芦別市立頼城小学校の校舎を使用している。校舎と体育館は2007年（平成19年）12月7日、国によって登録有形文化財に登録された。
2013年からは、神奈川県足柄下郡箱根町にある旧仙石原中学校を改修し、キャンパスを移転した（箱根キャンパス）。箱根キャンパスは、新世紀エヴァンゲリオンの主人公碇シンジが通っていた中学のモデルとなっている。
学生の半数以上が教員や公務員である。

## 沿革
- 1980年（昭和55年）
  - 12月、静岡県より学校法人長谷川学園設置認可
  - キンダー幼稚園設置認可
- 1986年（昭和61年）
  - 学校法人国際学園に法人名変更
  - キンダー幼稚園をピーターパン幼稚園に名称変更
- 1987年（昭和62年）
  - 横浜国際福祉専門学校（社会福祉学科I部、同II部・老人福祉学科I部）設置認可、開校
- 1994年（平成6年）
  - 横浜国際福祉専門学校に老人福祉学科II部を開設
- 1995年（平成7年）
  - 横浜国際福祉専門学校に児童福祉学科I部、同II部を開設
- 1999年（平成11年）
  - 北海道知事より星槎国際高等学校（広域通信制普通科）設置認可
  - 星槎国際高等学校学習センターを北海道札幌市、神奈川県横浜市、福井県福井市、大阪府大阪市に開設
- 2000年（平成12年）
  - 星槎国際高等学校学習センターを福島県福島市に開設
- 2001年（平成13年）
  - 星槎国際高等学校学習センターを福岡県福岡市に開設
- 2002年（平成14年）
  - 星槎国際高等学校学習センターを富山県富山市に開設
  - 横浜国際福祉専門学校に総合福祉学科を開設、老人福祉学科を介護福祉学科に改組
- 2003年（平成15年） 
  - 文部科学省より星槎大学（共生科学部共生科学科）（通信課程）設置認可
  - 静岡県より学校法人青葉台幼稚園との合併認可
  - 星槎国際高等学校学習センターを静岡県浜松市に開設
  - 星槎国際高等学校に専攻科を開設
- 2004年（平成16年）
  - 星槎大学（共生科学部共生科学科）（通信課程）芦別市に開学
  - 星槎国際高等学校学習センターを宮城県仙台市、東京都立川市、広島県広島市、沖縄県沖縄市に開設
  - 神奈川県より星槎中学校設置認可
- 2005年（平成17年）
  - 星槎中学校開校
  - 星槎国際高等学校学習センターを北海道当別町に開設→閉校
  - 星槎国際高等学校実習センターを神奈川県横浜市に開設
- 2006年（平成18年）
  - 星槎高等学校（全日制）開校
- 2009年（平成20年）
  - 星槎大学共生科学部共生科学科に3専攻（共生科学、初等教育、福祉専攻）設置
  - 神奈川県中郡大磯町に星槎湘南大磯キャンパスを開設
  - 東京都八王子市に星槎高尾キャンパスを開設
- 2011年（平成23年）
  - 愛知県より星槎名古屋中学校の設置認可
  - 静岡県伊豆稲取に星槎稲取研修センターを開設
- 2012年（平成24年）
  - 星槎名古屋中学校開校
  - 文部科学省より星槎大学大学院教育学研究科（通信課程）設置認可
  - 神奈川県足柄下郡箱根町に星槎箱根千石原キャンパスを開設
  - 横浜国際福祉専門学校に社会福祉士短期養成コースを開設
- 2013年（平成25年）
  - 星槎大学大学院教育学研究科（通信課程）開設
  - 星槎大学のキャンパスを箱根（神奈川県）に移転
  - 星槎大学共生科学部共生科学科に1専攻（スポーツ身体表現）設置
  - 中学校、高等学校保健体育の教職課程設置（通信制課程で唯一）
  - 北海道より星槎もみじ中学校設置認可
  - 文部科学省より日本教育大学院大学の設置者変更認可
- 2014年（平成26年）
  - 日本教育大学院大学設置者となる
  - 星槎もみじ中学校開校
  - 静岡県よりピーターパン幼稚園が幼保連携型認定こども園設置認可
- 2015年（平成27年）
  - ピーターパン幼稚園が幼保連携型認定こども園として開園
  - 道都大学を運営する学校法人北海道櫻井産業学園と包括連携協定を締結
  - 星槎国際高等学校学習センターを神奈川県大磯町に開設
- 2016年（平成28年）
  - 学校法人北海道櫻井産業学園を学校法人北海道星槎学園に名称変更
  - 道都大学を星槎道都大学に名称変更
  - 文部科学省より星槎大学大学院教育実践研究科（専門職学位課程・通学制）設置認可
  - 横浜市より青葉台幼稚園が幼保連携型認定こども園として設置認可
- 2017年（平成29年）
  - 星槎大学大学院教育学研究科を湘南大磯キャンパスから横浜キャンパスへ移転
  - 星槎大学大学院に、専門職学位課程である教育実践研究科（通学課程）開設（日本教育大学院大学を継承）
  - 神奈川県横浜市の青葉区と連携協定を締結
  - 青葉台幼稚園が幼保連携型認定こども園として開園
- 2018年（平成30年）
  - 横浜国際福祉専門学校を募集停止
- 2019年（平成31年）
  - 星槎大学共生科学部共生科学科に1専攻（グローカルコミュニケーション専攻）設置
  - 中学校英語、高等学校地理歴史、高等学校英語の教職課程設置
- 2020年（令和2年）
  - 星槎大学大学院教育学研究科（博士後期課程）設置
- 2021年（令和3年）
  - 日本語教師養成コース設置

## 学部・学科
- 共生科学部
  - 共生科学科
    - 共生科学専攻
    - 初等教育専攻
    - 福祉専攻
    - スポーツ身体表現専攻
    - グローカルコミュニケーション専攻

身近なことから共に生きることを科学する。共生の理念で結ばれる「教育」「福祉」「環境」「国際関係」などの分野を集中的に学ぶことも横断的に学ぶこともできる。また、幼稚園、小学校、中学校、高等学校、特別支援学校の全ての学校種の教育職員免許状の取得の他、社会福祉士国家試験受験資格、社会福祉主事任用資格、支援教育専門士、日本語教師、ピアヘルパー／教育カウンセラー、AS（自閉症スペクトラム）サポーターなど様々な資格の取得が可能である。スポーツ身体表現専攻を設置し、通信制大学で唯一、中学校、高等学校の保健体育の免許が取得できる。
なお、大学通信教育における特別支援学校教育職員免許状の教職課程の設置校としては、現在、全国に5校しかない大学の一つとされている。
4年次編入を認めている。編入できる要件は、他の大学で３年以上修学し、且つ92単位以上修得していることである。

## 大学院
- 教育学研究科
  - 教育学専攻（修士課程）（通信制）
  - 教育学専攻（博士後期課程）（通信制）
- 教育実践研究科
  - 教育実践専攻（専門職学位課程）（通学制）

## 履修証明プログラム
- 「支援教育専門士」

支援教育について体系的な知識・技術等を修得できる星槎大学独自の履修証明プログラムである。発達障がい等に関する医学的見解や支援の方法、アセスメントの方法まで幅広い内容となっており、教員や保護者、支援員などの現場関係者に活用しやすい内容で構成されている。
- 「福祉スポーツ指導員」

福祉現場で身体を動かすことの楽しさやコミュニケーションスキルの向上を目指した、スポーツ指導やスポーツ支援の専門家を養成する履修証明プログラムである。初級から上級までの3つの段階があり、初級資格である福祉スポーツサポーターから上級資格である福祉スポーツインストラクターまでを取得することで、福祉スポーツ指導員の資格を得ることができる。

## 特色
「教育（初等教育、中等教育、特別支援教育）、心理、福祉、環境、国際関係、スポーツ、語学（英語学、日本語学）」などの分野を横断的に、専門的に学ぶことができる。
- 在籍年限がない
- 2つの学費コースを選択できる（従量課金制・定額制）
- 『学士 (共生科学)』という学位は、星槎大学でのみ取得可能
- 卒業後（学位取得後）も継続して学修することが可能
- オンラインのみで卒業可能
- 幼稚園、小学校、中学校、高等学校、特別支援学校の一種教育職員免許状が取得できる
  - 大学院での専修免許状は、修士課程が小学校、特別支援学校、専門職課程が小学校、中学校、高等学校、特別支援学校の課程が設置されている
- 過去の学歴等により2〜4年次への編入学ができる

## 取得可能な免許状・資格等

### 共生科学部
教員免許状
- 幼稚園教諭1種（2種）
- 小学校教諭1種（2種）
- 中学校教諭（社会）1種（2種）
- 中学校教諭（保健体育）1種（2種）
- 中学校教諭（英語）1種（2種）
- 高等学校教諭（地理歴史）1種
- 高等学校教諭（公民）1種
- 高等学校教諭（保健体育）1種
- 高等学校教諭（英語）1種
- 特別支援学校教諭（視覚障害者・聴覚障害者・知的障害者・肢体不自由者・病弱者）1種（2種）

その他
- 社会福祉士国家試験受験資格
- 社会福祉主事（任用資格）
- 支援教育専門士【履修証明プログラム】
- 福祉スポーツ指導員【履修証明プログラム】
- 日本語教員
- ピアヘルパー／初級教育カウンセラー（教育カウンセラー補）
- AS（自閉症スペクトラム）サポーター
- 准学校心理士
- 児童指導員（任用資格）
- 小学校外国語活動指導者

### 教育学研究科修士課程
教員免許状
- 小学校教諭専修
- 特別支援学校教諭（「知的障害者」領域）専修

その他

### 教育実践研究科
教員免許状
- 小学校教諭専修
- 中学校教諭（社会・保健体育・英語）専修
- 高等学校教諭（地理歴史・公民・保健体育・英語）専修
- 特別支援学校教諭（「知的障害者」領域）専修

その他

## キャンパス等

### 事務局
- 横浜事務局 - 神奈川県横浜市青葉区さつきが丘8番地80

### キャンパス
- 芦別キャンパス - 北海道芦別市緑泉町5番地14
- 箱根キャンパス - 神奈川県足柄下郡箱根町仙石原817番地255
  - 星槎大学附属図書館
- 湘南大磯キャンパス - 神奈川県中郡大磯町国府本郷1805番地2
- 横浜キャンパス（大学院キャンパス） - 神奈川県横浜市中区日本大通11番地 横浜情報文化センター5F

### 主なスクーリング会場
地区や年度によって開講科目は異なるが、この他の会場も存在する。
- 札幌学習センター - 北海道札幌市厚別区もみじ台北5丁目12-1
- 名古屋学習センター - 愛知県名古屋市東区泉1丁目2-8
- 大阪学習センター - 大阪府大阪市北区天満4丁目13-11
- 福岡中央学習センター - 福岡県福岡市中央区白金1-6-2
- 沖縄学習センター - 沖縄県沖縄市久保田1-10-49
- 那覇キャンパス - 沖縄県那覇市大道130

## 大学関係者と出身者

### 歴代学長
- 初代学長：山口薫
- 2代学長：佐藤方哉
- 5代学長：山脇直司

### 専任教員
- 佐々木伸
- 細田満和子

### 出身者
- 北園丈琉 - 体操選手
- 岡慎之助 - 体操選手
- 中藤義雄 - 元プロ野球選手、引退後に入学して卒業

### 大学
- 星槎道都大学

### 高等学校
- 星槎高等学校
- 星槎国際高等学校

### 中学校
- 星槎中学校
- 星槎もみじ中学校
- 星槎名古屋中学校